# Final del torneo masculino de fútbol en los Juegos Centroamericanos y del Caribe de 2023
La final del Torneo masculino de fútbol en los Juegos Centroamericanos y del Caribe de 2023 fue la XXIV edición final de dicha competición.

## Sede
El encuentro fue disputado en el estadio Las Delicias, ubicado en Santa Tecla en el país de El Salvador, posee una capacidad de 10,000 espectadores.

## Antecedentes
| Partido              | Antecedentes | Antecedentes   | Antecedentes          | Antecedentes |
| Partido              | Edición      | Fase           | Resultado             |              |
| -------------------- | ------------ | -------------- | --------------------- | ------------ |
| México vs Costa Rica | 1935         | Fase de grupos | México 2-0 Costa Rica |              |
| México vs Costa Rica | 1938         | Fase de grupos | México 2-1 Costa Rica |              |
| México vs Costa Rica | 1993         | Fase de grupos | México 0-1 Costa Rica |              |
| México vs Costa Rica | 1993         | Final          | México 0-2 Costa Rica |              |
| México vs Costa Rica | 1998         | Semifinales    | México 2-0 Costa Rica |              |
| México vs Costa Rica | 2002         | Semifinales    | México 1-0 Costa Rica |              |

## Camino a la final

### México
La selección mexicana quedó ubicada en el grupo A, ante la selecciones de El Salvador y República Dominicana.
| Selección            | Pts. | PJ | PG | PE | PP | GF | GC | Dif |
| -------------------- | ---- | -- | -- | -- | -- | -- | -- | --- |
| México               | 4    | 2  | 1  | 1  | 0  | 3  | 1  | 2   |
| El Salvador          | 2    | 2  | 0  | 2  | 0  | 2  | 2  | 0   |
| República Dominicana | 1    | 2  | 0  | 1  | 1  | 1  | 2  | -1  |

México en su debut del grupo se enfrentó ante República Dominicana, con los goles de Alejandro Gómez y de Fidel Ambriz, México ganaba en el marcador 2-0. En su segundo compromiso, México se enfrentó ante El Salvador, el encuentro finalizó en empate por 1-1, gracias al gol de Jordan Carrillo. En su tercer encuentro, se disputó las semifinales, México se enfrentó ante Honduras, donde hubo tres anotaciones por parte de Rodríguez López, Ettson Ayón y Alejandro Gómez que finalizaba la última anotación para poner la victoria 3-0.

### Costa Rica
La selección costarricense quedó ubicada en el grupo B, ante la selecciones de Jamaica, Honduras y Centro Caribe Sports (Guatemala).
| Selección            | Pts. | PJ | PG | PE | PP | GF | GC | Dif |
| -------------------- | ---- | -- | -- | -- | -- | -- | -- | --- |
| Costa Rica           | 6    | 3  | 2  | 0  | 1  | 7  | 1  | 6   |
| Honduras             | 4    | 3  | 1  | 1  | 1  | 3  | 3  | 0   |
| Centro Caribe Sports | 4    | 3  | 1  | 1  | 1  | 3  | 3  | 0   |
| Jamaica              | 1    | 3  | 0  | 1  | 2  | 2  | 8  | -6  |

En el debut de Costa Rica, se enfrentó ante Centro Caribe Sports, donde tuvo la derrota por 0-1. En su segundo compromiso, Costa Rica se enfrentó ante Jamaica donde dio una protagónica presentación con el marcador a favor de 6-0, como la mayor goleada de la edición, con goles de: Sebastián Acuña, Kenneth Vargas, Álvaro Zamora, Jorkaeff Azofeifa y un doblete de Doryan Rodríguez. En su tercer partido, Costa Rica se enfrentó ante Honduras, donde cerró el partido con la única anotación de Álvaro Zamora por victoria 0-1. En su cuarto encuentro por la disputa en semifinales, Costa Rica se enfrentó ante el país anfitrión de El Salvador, con un doblete de Kenneth Vargas, el encuentro finalizó con victoria 2-1.

## Reporte del partido
| 6 de julio de 2023 | México       | 2:1 (1:0) | Costa Rica | Estadio Las Delicias, Santa Tecla |                                |
| 19:30              | Ayón 21' 53' | Reporte   | 62' Soto   | Árbitro(s): Filiberto Martínez    | Árbitro(s): Filiberto Martínez |

|                           |
| Bandera de México         |
| Campeón México 7.º título |